# 1994年リレハンメルオリンピックのオランダ選手団
1994年リレハンメルオリンピックのオランダ選手団（1994ねんリレハンメルオリンピックのオランダせんしゅだん）は、1994年2月12日から2月27日まで、ノルウェーのオップラン県リレハンメルで開催された1994年リレハンメルオリンピックのオランダ選手団、およびその競技結果。

## 概要
今大会は金メダルはなく、銀メダル1個、銅メダル3個の合計4個のメダルを獲得した。金メダルなしに終わるのは1984年サラエボオリンピック以来。

## メダル
| メダル | 選手名                 | 競技             | 種目       |
| ------ | ---------------------- | ---------------- | ---------- |
| 銀     | リンチェ・リツマ       | スピードスケート | 男子1500m  |
| 銅     | ファルコ・ザンストラ   | スピードスケート | 男子1500m  |
| 銅     | リンチェ・リツマ       | スピードスケート | 男子5000m  |
| 銅     | バート・フェルトカンプ | スピードスケート | 男子10000m |